# Beaurevoir
Beaurevoir est une commune française située dans le département de l'Aisne en région Hauts-de-France.

## Géographie

### Communes limitrophes
|                     | Villers-Outréaux | Serain             |
| Gouy                | Beaurevoir       | Prémont            |
| Estrées et Joncourt | Montbrehain      | Brancourt-le-Grand |

### Hameaux et écarts
- Ponchaux

Situé à 1 km à l'est de Beaurevoir, le hameau de Ponchaux comporte une trentaine de maisons et possède son propre monument aux morts.

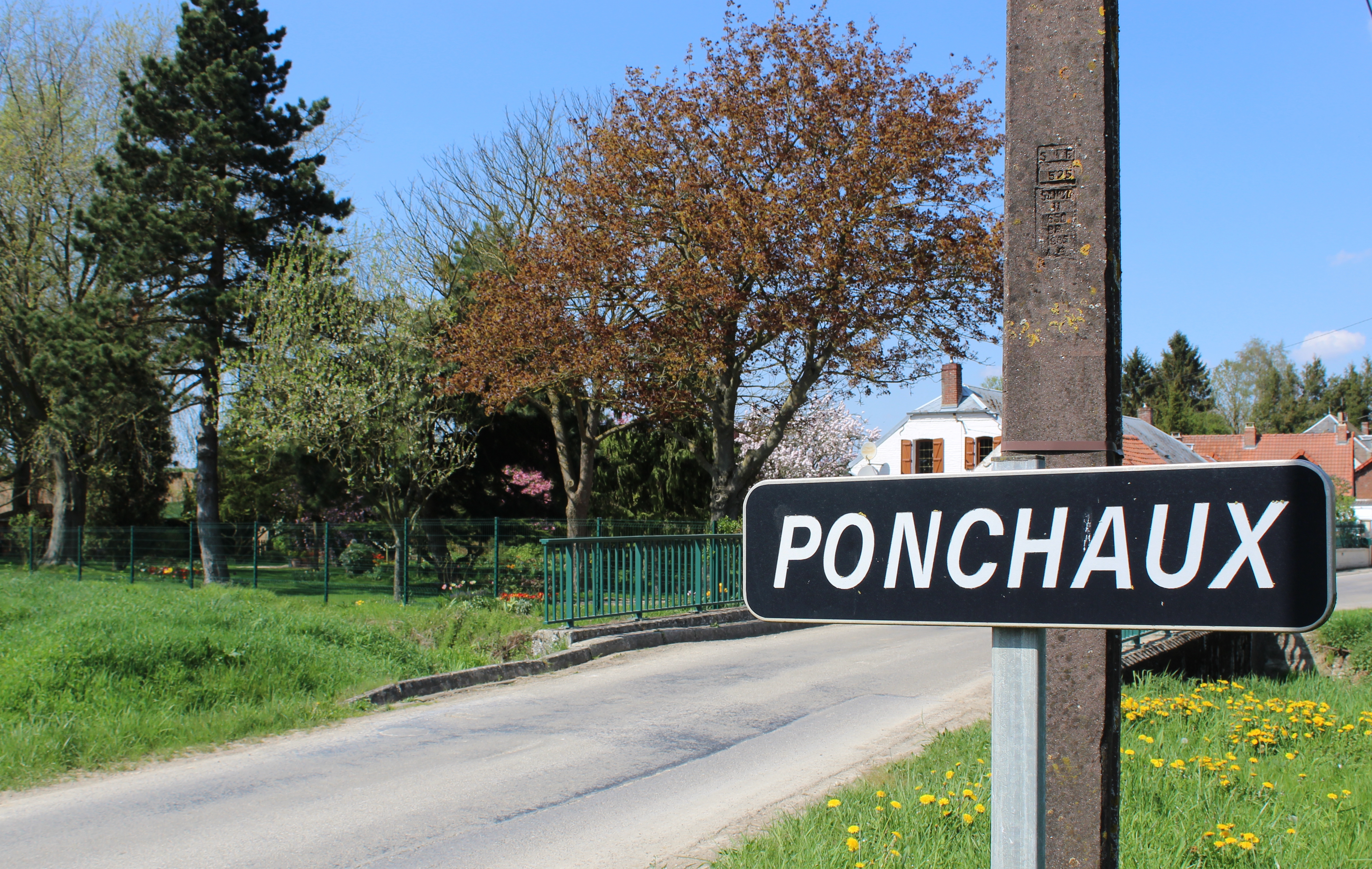
Entrée du hameau.
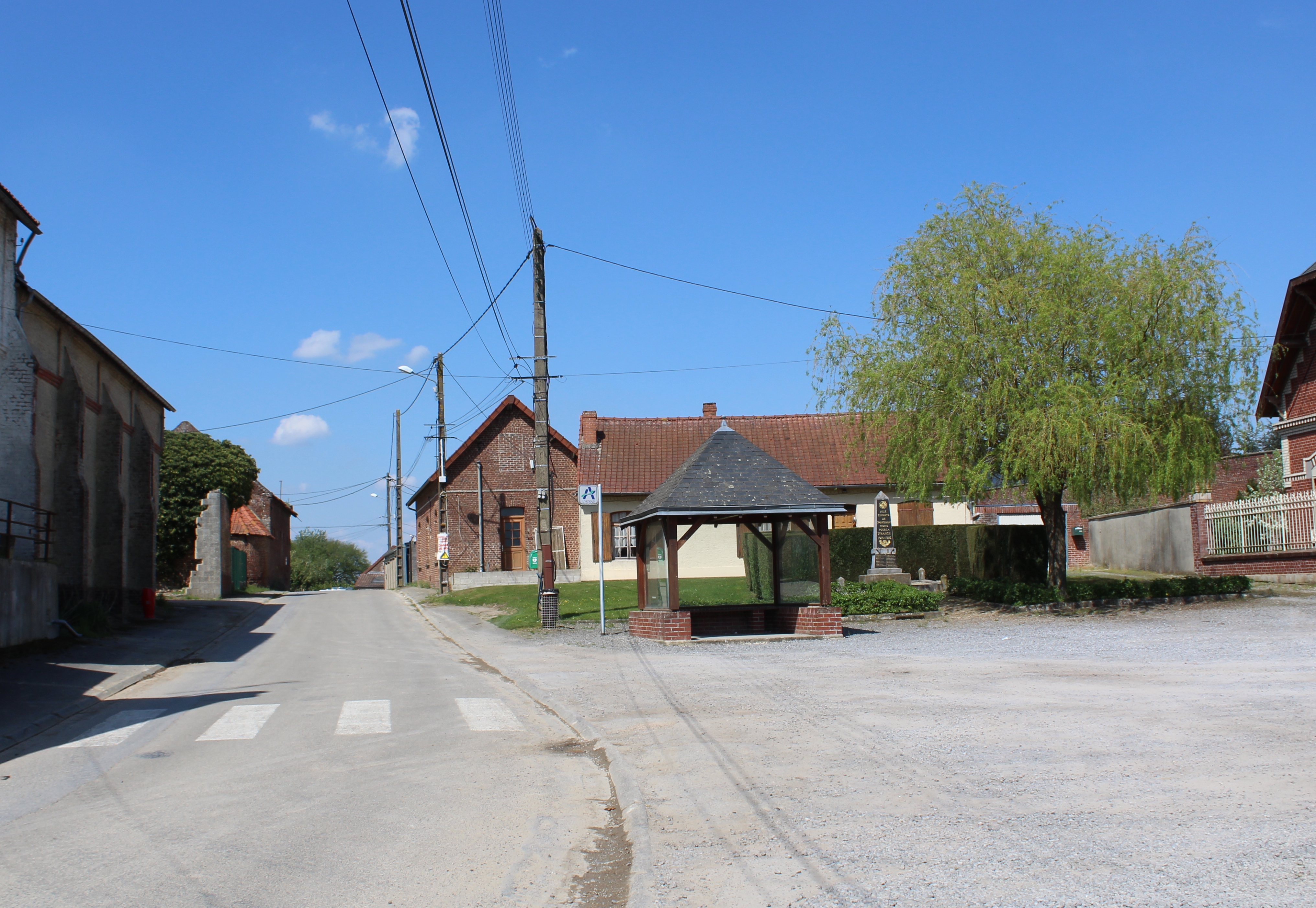
La place.
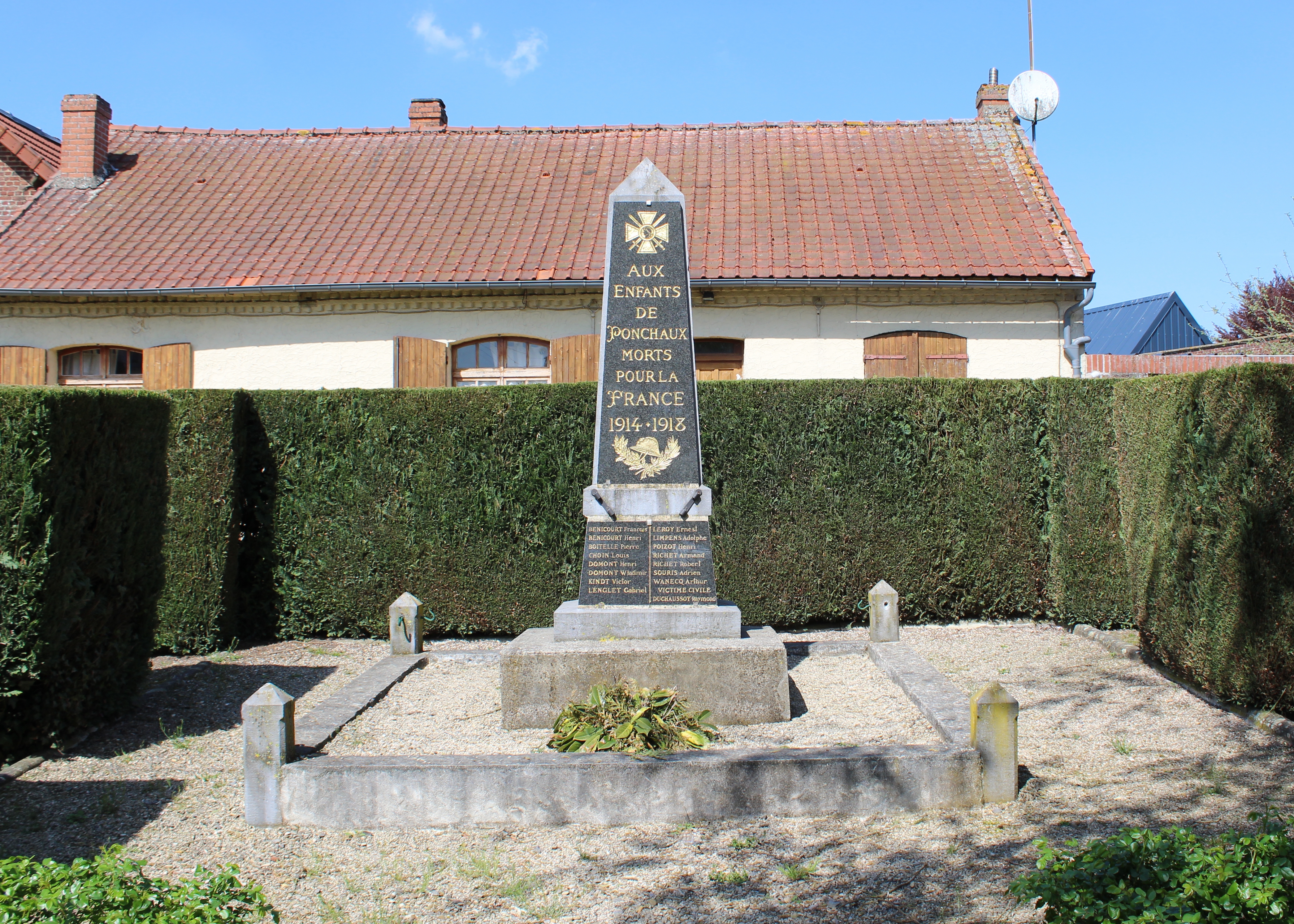
Le monument aux morts.

- Un lieu-dit Genève se trouve sur la commune.

### Hydrographie

#### Réseau hydrographique
La commune est située dans le bassin Artois-Picardie. Elle est drainée par le canal des Torrents.
Le canal des Torrents, d'une longueur de 30 km, prend sa source dans la commune de L'Abergement-Clémenciat et se jette  dans l'Escaut à L'Abergement-Clémenciat, après avoir traversé neuf communes.

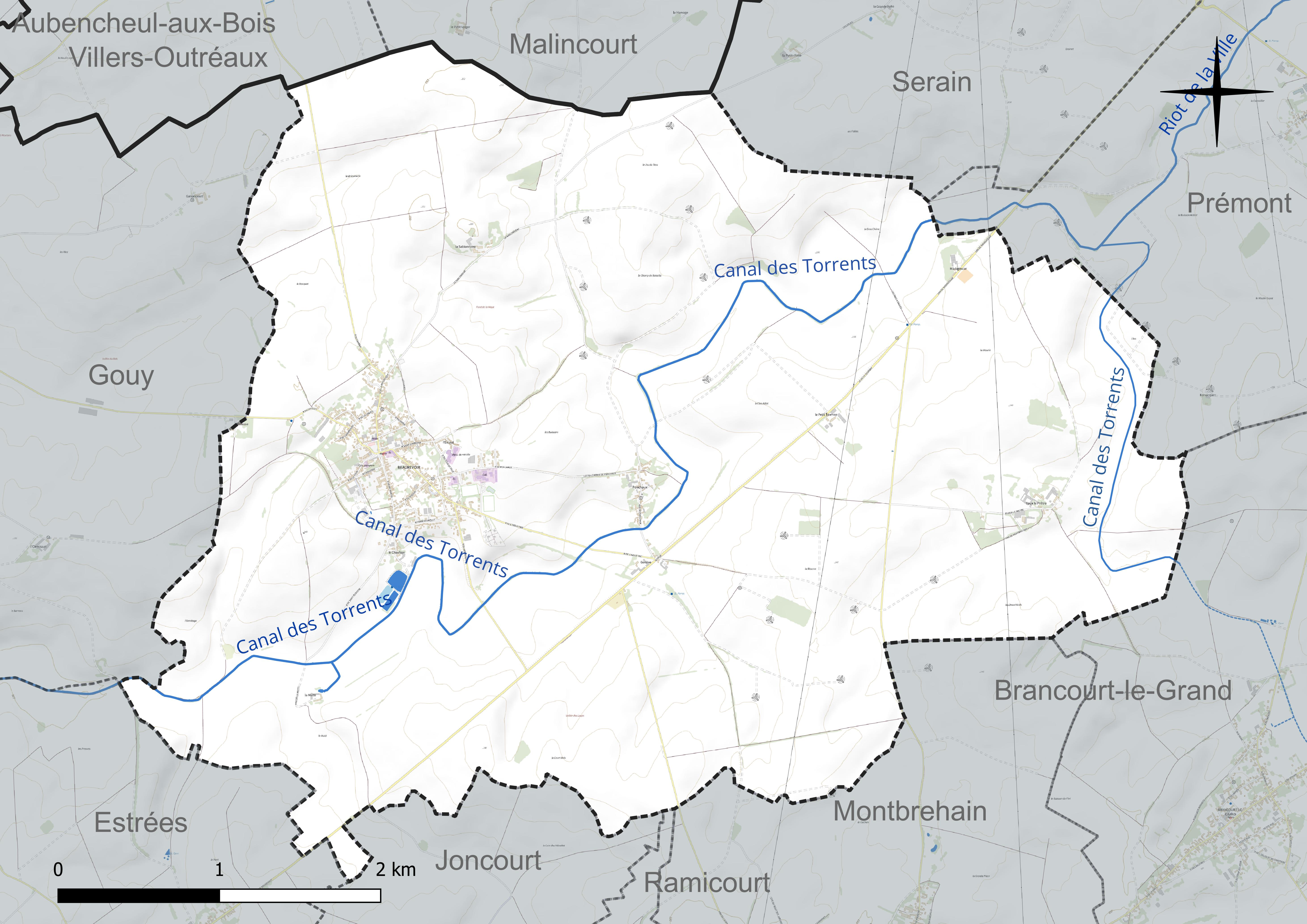
Réseau hydrographique de Beaurevoir.

#### Gestion et qualité des eaux
Le territoire communal est couvert par le schéma d'aménagement et de gestion des eaux (SAGE) « Escaut ». Ce document de planification concerne un territoire de 2 005 km2 de superficie, délimité par le bassin versant de l'Escaut. Le périmètre a été arrêté le 9 juin 2006 et le SAGE proprement dit a été approuvé le 13 juillet 2021. La structure porteuse de l'élaboration et de la mise en œuvre est le syndicat mixte Escaut et Affluents (SyMEA).
La qualité des cours d'eau peut être consultée sur un site dédié géré par les agences de l'eau et l'Agence française pour la biodiversité.

### Climat
Pour des articles plus généraux, voir Climat des Hauts-de-France et Climat de l'Aisne.
En 2010, le climat de la commune est de type climat océanique dégradé des plaines du Centre et du Nord, selon une étude du CNRS s'appuyant sur une série de données couvrant la période 1971-2000. En 2020, Météo-France publie une typologie des climats de la France métropolitaine dans laquelle la commune est dans une zone de transition entre le climat océanique et le climat océanique altéré et est dans la région climatique Nord-est du bassin Parisien, caractérisée par un ensoleillement médiocre, une pluviométrie moyenne régulièrement répartie au cours de l'année et un hiver froid (3 °C).
Pour la période 1971-2000, la température annuelle moyenne est de 9,9 °C, avec  une amplitude thermique annuelle de 14,6 °C. Le cumul annuel moyen de précipitations est de 744 mm, avec 12 jours de précipitations en janvier et 9,2 jours en juillet. Pour la période 1991-2020 la température moyenne annuelle observée sur la station météorologique la plus proche, située sur la commune d'Épehy à 13 km à vol d'oiseau, est de 10,6 °C et le cumul annuel moyen de précipitations est de 752,8 mm,. Pour l'avenir, les paramètres climatiques de la commune estimés pour 2050 selon différents scénarios d'émission de gaz à effet de serre sont consultables sur un site dédié publié par Météo-France en novembre 2022.

## Urbanisme

### Typologie
Au 1er janvier 2024, Beaurevoir est catégorisée bourg rural, selon la nouvelle grille communale de densité à 7 niveaux définie par l'Insee en 2022.
Elle est située hors unité urbaine. Par ailleurs la commune fait partie de l'aire d'attraction de Saint-Quentin, dont elle est une commune de la couronne,. Cette aire, qui regroupe 120 communes, est catégorisée dans les aires de 50 000 à moins de 200 000 habitants,.

### Occupation des sols
L'occupation des sols de la commune, telle qu'elle ressort de la base de données européenne d'occupation biophysique des sols Corine Land Cover (CLC), est marquée par l'importance des territoires agricoles (96 % en 2018), une proportion sensiblement équivalente à celle de 1990 (96,3 %). La répartition détaillée en 2018 est la suivante : 
terres arables (96 %), zones urbanisées (4 %).
L'évolution de l'occupation des sols de la commune et de ses infrastructures peut être observée sur les différentes représentations cartographiques du territoire : la carte de Cassini (XVIIIe siècle), la carte d'état-major (1820-1866) et les cartes ou photos aériennes de l'IGN pour la période actuelle (1950 à aujourd'hui).

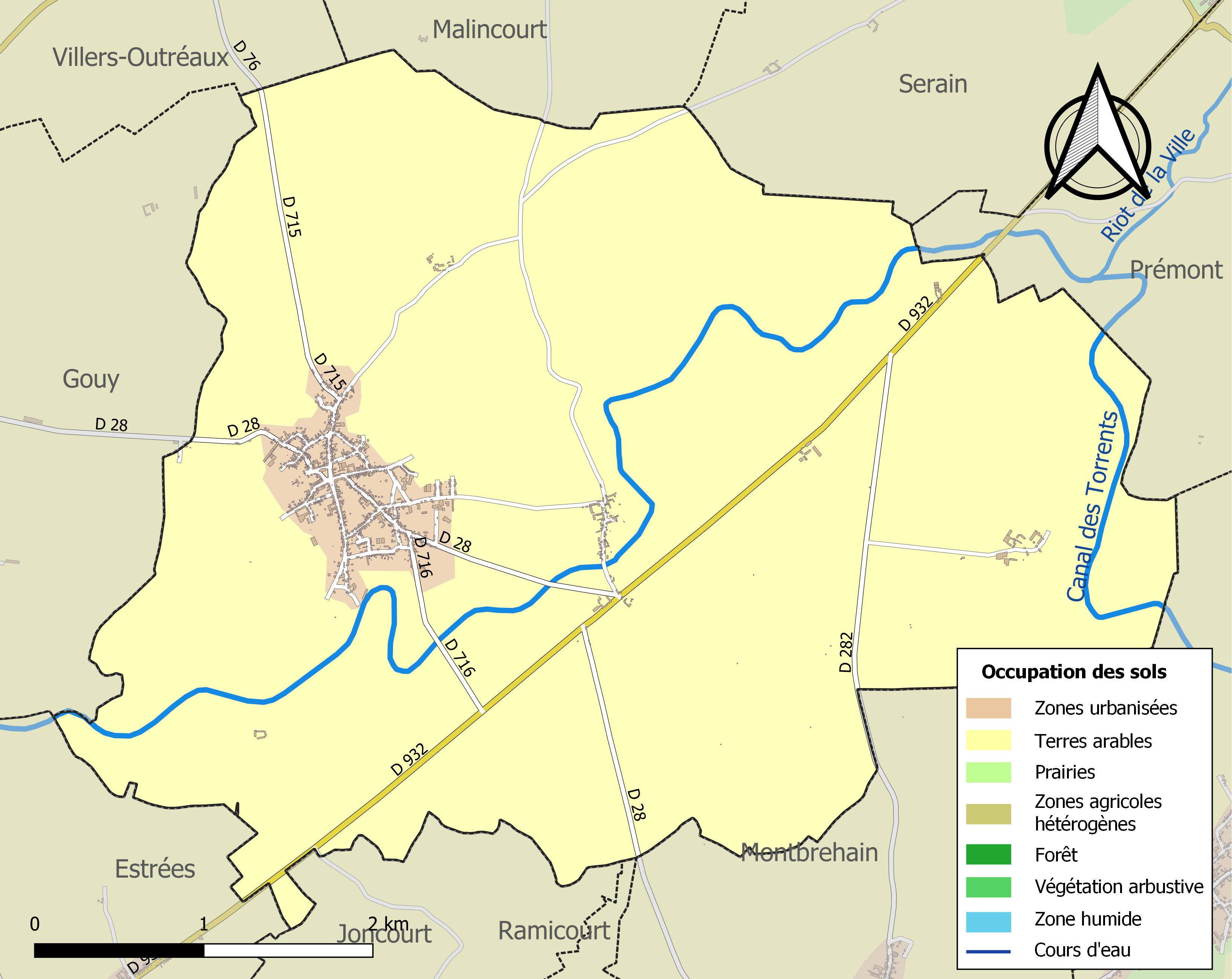
Carte des infrastructures et de l'occupation des sols de la commune en 2018 (CLC).

## Toponymie
Le nom de la localité est attesté sous les formes Belvoir (XIIe siècle) ; Biauvoir (1202) ; Bellum visum (1229) ; Bellum videre (1263) ; Biauroer (1264) ; Belowart (1347) ; Beauvoir-en-Arouaise (1356) ; Biaurevoir (1384) ; Beauvoir-en-Cambresis (1575).
Beaurevoir, qui signifie Belle vue apparaît au XIIe siècle sous le nom de Belvoir, puis Biauvoir  dans un cartulaire  de l'Abbaye du Mont-Saint-Martin. Son nom s'écrira de manières différentes en fonction des transcriptions latines ou picarde. Bellum visum en 1229 dans un cartulaire de la seigneurie de Guise, Bellum Videre, Biauroer, Belowart, Beauvoir-en-Arouaise, Biaurevoir, Beauvoir-en-Cambresis et enfin l'orthographe actuelle Beaurevoir au XVIIIe siècle sur la carte de Cassini. À noter qu'aujourd'hui encore, dans les villages alentour, la prononciation picarde est  Bièrvoé.

## Histoire

### Jeanne d'Arc
Jeanne d'Arc, prisonnière de Jean de Luxembourg, fut transférée du château de Beaulieu au château de Beaurevoir, château du Vermandois.
Elle y fut d'abord traitée avec douceur. Elle fut accueillie par une tante de Jean de Luxembourg et par Jeanne de Béthune, l'épouse de Jean. Pieuses et charitables, Jeanne leur fit grande impression. Elles lui offrirent une robe, mais Jeanne refusa de quitter sa vêture masculine.
Jeanne recevait des visites, notamment celle d'Aymon de Macy, et fut tenue au courant de la situation critique de Compiègne et des pourparlers pour la vendre aux Anglais. Elle prit la résolution de tenter une nouvelle évasion, malgré ses "voix" (selon ses déclarations) qui lui conseillèrent la prudence.
Elle était claustrée au dernier étage d'une tour d'angle, haute d'environ 30 mètres ; la muraille était à pic et s'achevait dans un fossé à sec. L'étroite fenêtre de la geôle n'était pas grillagée, Jeanne s'y glissa et, selon ses déclarations, se recommanda à sainte Catherine.
Elle tomba lourdement dans le fossé ; à moitié évanouie, elle entendit des gens crier : elle est morte. Des gardes accoururent, elle reprit conscience. Dans leur saisissement de la trouver encore en vie, l'un ne put que dire : Vous avez sauté ?
On la porta dans sa cellule, où, courbatue, elle resta étendue sur un grabat, incapable de boire et de manger durant trois jours.
Les juges de Rouen profitèrent de cette évasion manquée pour l'accuser d'avoir voulu se suicider. Cependant, le réquisitoire définitif ne fit pas allusion au suicide.

### Carte de Cassini
Sur la carte de Cassini ci-contre datant du XVIIIe siècle, Beaurevoir est une paroisse avec une tour en ruines (probablement la tour où Jeanne d'Arc  aurait été retenue prisonnière trois siècles auparavant). Les hameaux de Ponchaux et Vaux-le-Prêtre (écrit Velleprêtre) ainsi que les fermes de la Sablonnière et la Motte qui figurent sur la carte existent encore de nos jours. Le moulin à vent en bois situé au sud du village ainsi que la ferme et la chapelle de Somescault ont disparu. Somescault ou Fontaine de Somescault dont le nom apparaît en 1531 viendrait d'anciennes sources de l'Escaut dont les eaux se jetaient dans le canal des Torrents (écrit Canal pour les Torrents).

### Guerre de 1914-1918
Le 28 août 1914, moins d'un mois après la déclaration de guerre, Lanchy voit l'arrivée des premiers Allemands après la retraite de l'armée française.

Pendant toute la guerre, le village se trouve en arrière du front, qui est stabilisé à une vingtaine de kilomètres à l'ouest, vers Péronne. Pendant cette période, les habitants connaissent la dure loi des occupants. Des arrêtés de la kommandantur obligent, à date fixe, sous la responsabilité du maire et du conseil municipal, la population à fournir sous peine de sanctions : blé, œufs, lait, viande, légumes, destinés à nourrir les soldats du front. Toutes les personnes valides devaient effectuer des travaux agricoles ou d'entretien.

Ce n'est que le 4 octobre 1918 que Beaurevoir est repris par les troupes britanniques et australiennes après de violents combats et bombardements qui occasionneront de nombreux dégâts aux bâtiments.
Après l'Armistice, nombre d'habitants ne reviennent pas s'installer dans la commune, mais, grâce aux indemnités pour dommages de guerre, commencent une nouvelle vie en d'autres lieux. Pour les autres commence une longue période de plus de dix ans de reconstruction des habitations (maisons provisoires), des fermes, des bâtiments publics, des routes. De 2 300 habitants en 1911, Beaurevoir n'en comptait plus que 1691 en 1921.
Le 17 octobre 1920, vu les souffrances endurées par la population pendant les trois années d'occupation et les dégâts aux constructions, la commune se voit décerner la Croix de guerre 1914-1918.

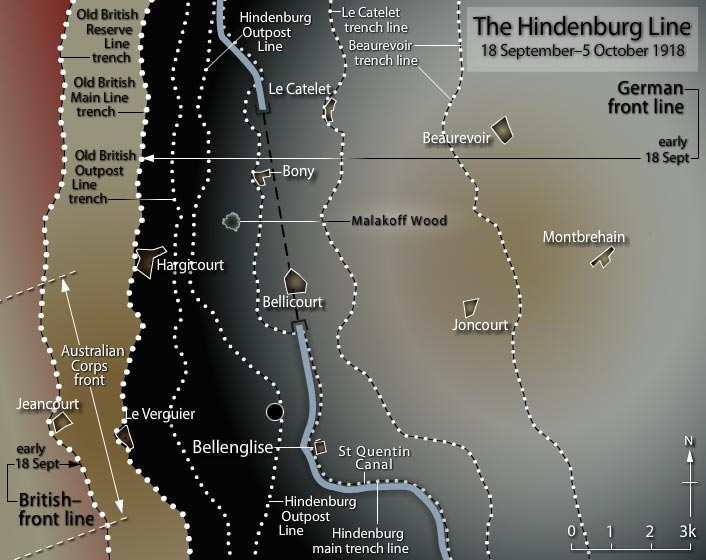
Progression des alliés du 18 septembre au 5 octobre 1918.
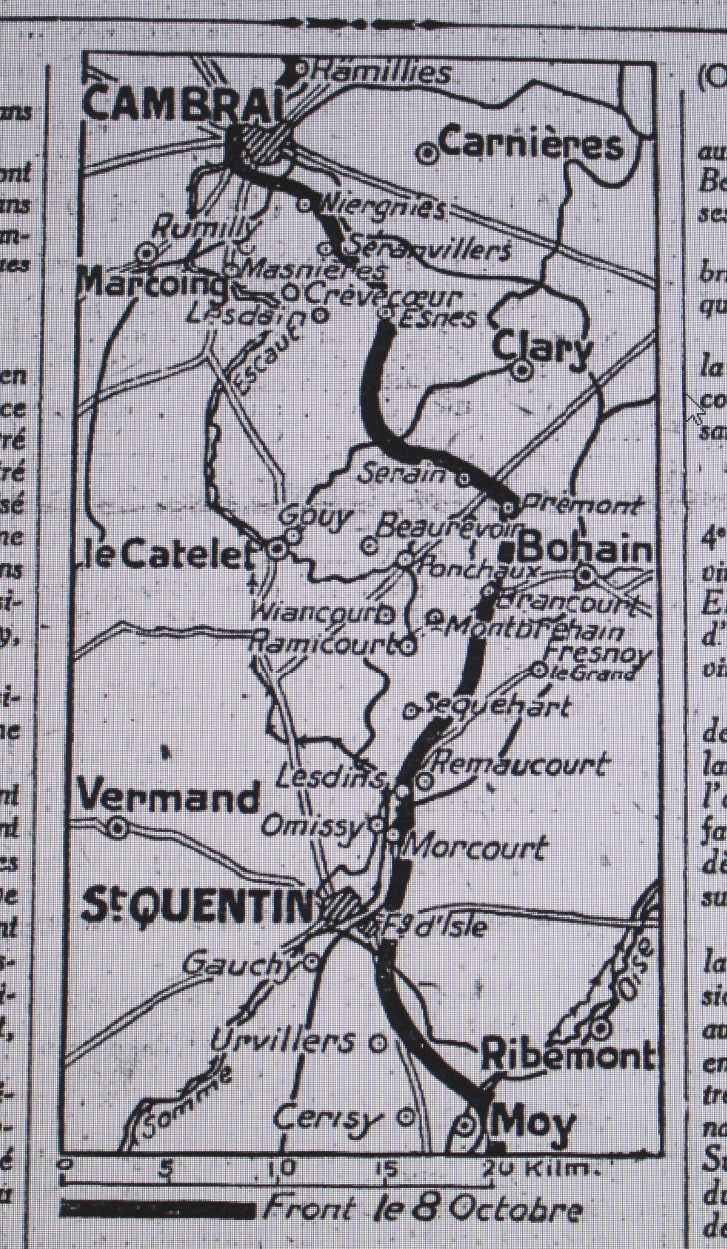
Carte du front le 8 octobre 1918.
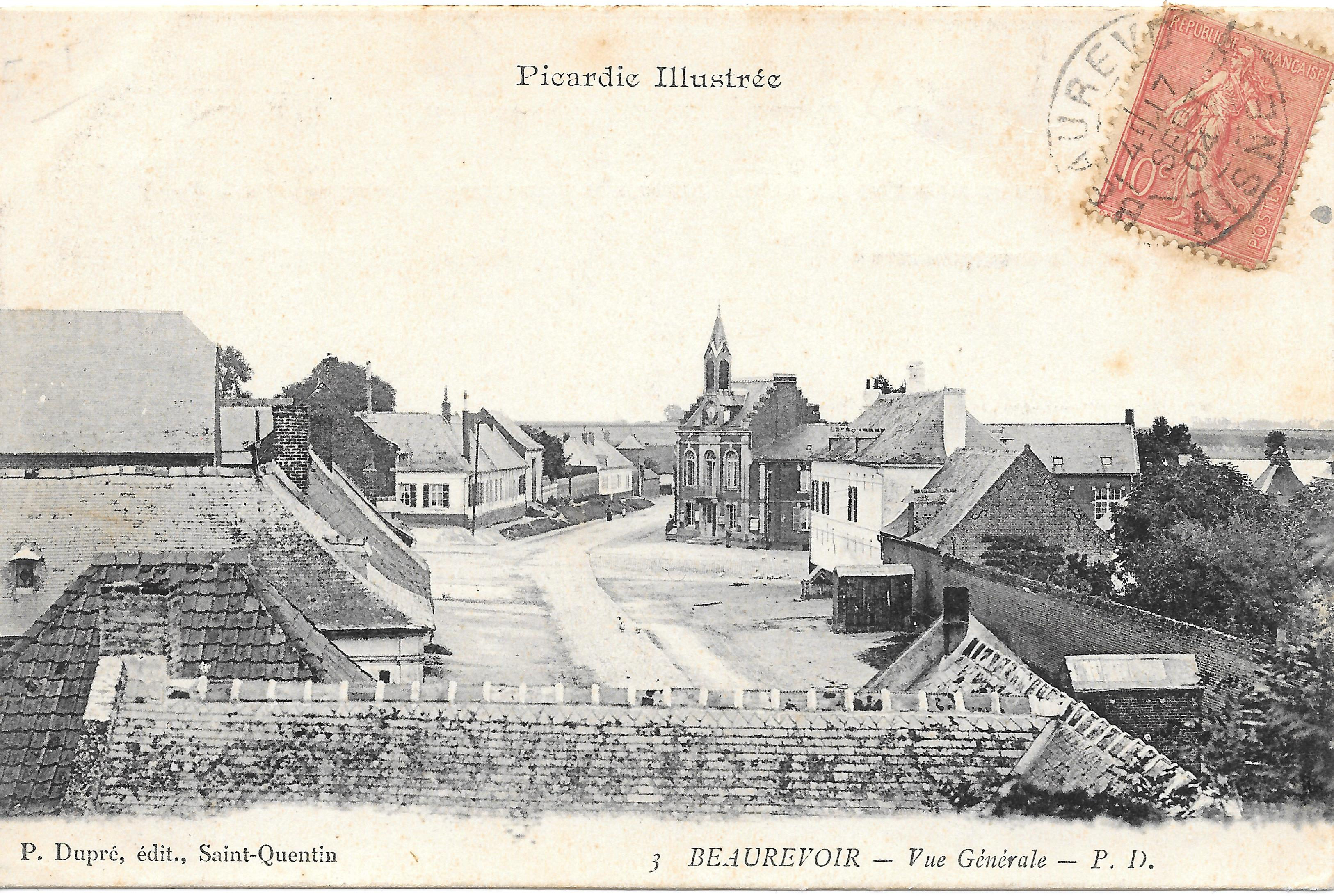
Vue du village avant 1914.
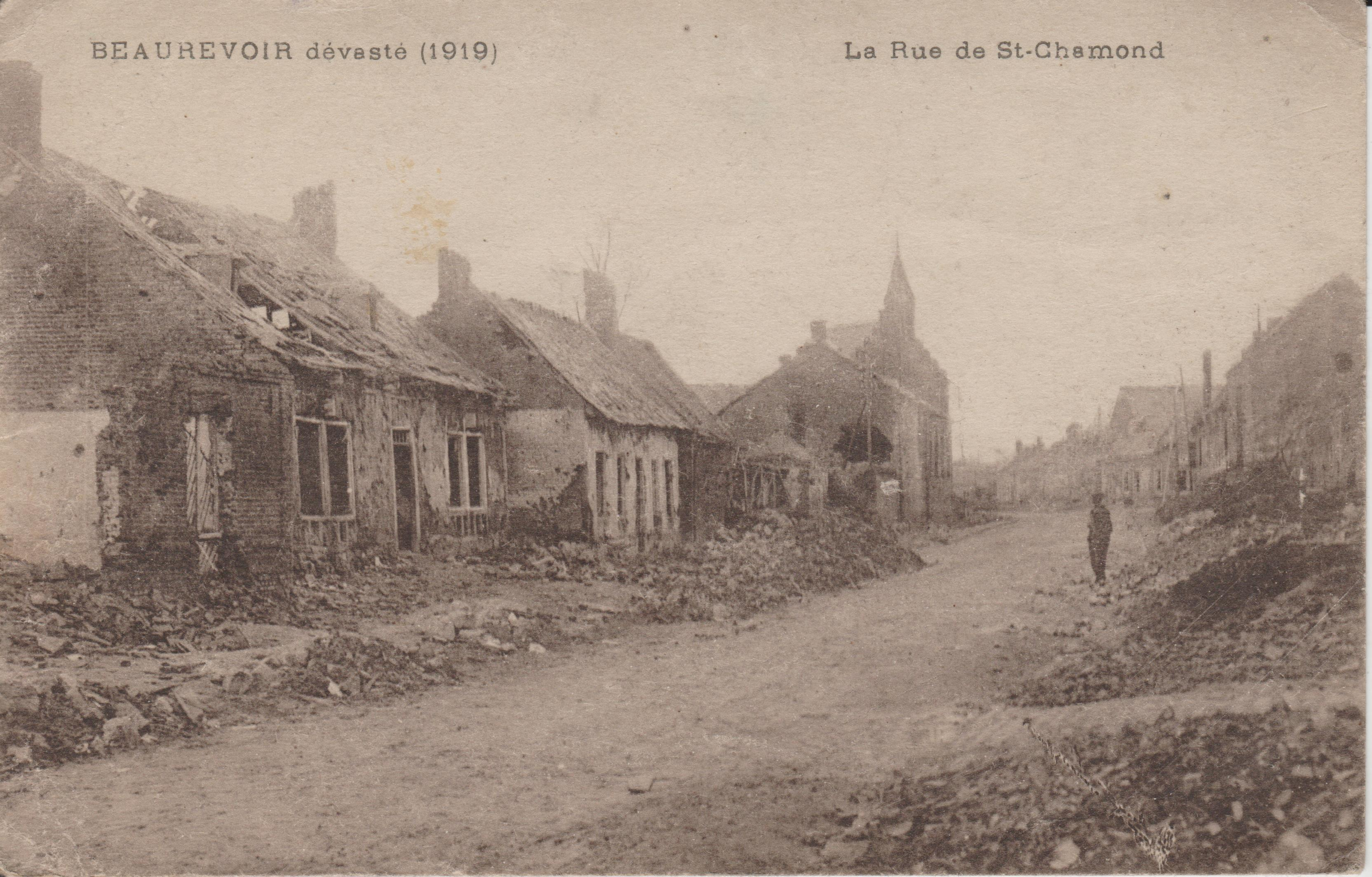
Les destructions de la rue de Saint-Chamont à la suite des combats de début octobre 1918.
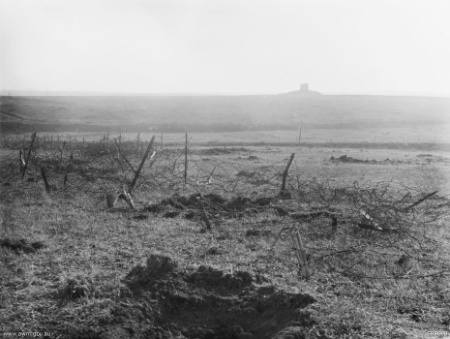
Champs de barbelés avec, à l'horizon, la tour Jeanne-d'Arc.
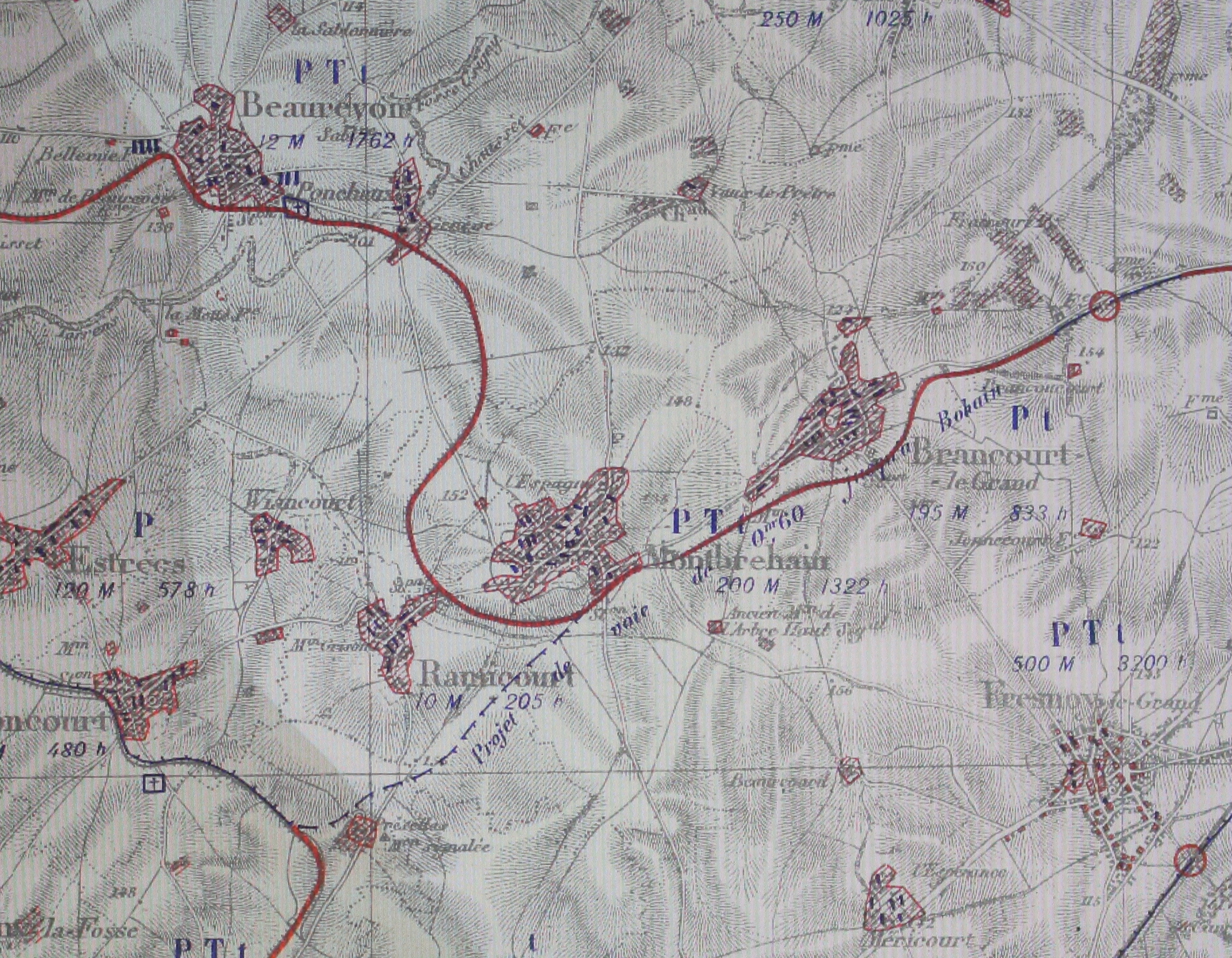
Carte montrant les destructions subies par Beaurevoir lors des combats de 1918.

### Ancienne voie ferrée
De 1900 à 1950, Beaurevoir a possédé deux gares ; la principale, située dans le bas du village, aujourd'hui rue François-Molet et qui est de nos jours transformée en habitation; la seconde était une simple halte située le long de la chaussée Brunehaut et qui desservait le hameau de Ponchaux comme on peut le constater sur la photo de l'horaire des trains. De cette halte, il ne subsiste aucune trace aujourd'hui. Elle faisait de la ligne de chemin de fer de Guise au Catelet, ligne à voie métrique réalisée sous le régime des « voies ferrées d'intérêt local » reliant  Le Catelet-Gouy à Bohain  puis Guise. Elle servait pour le transport du courrier, des marchandises, des betteraves vers la sucrerie de Bohain et surtout des habitants et des ouvriers qui se rendaient soit à Bohain , pour travailler dans les usines textiles, soit au Catelet pour rejoindre Saint-Quentin ou Cambrai par la ligne du Cambrésis.

Après 1945, le trafic décline, du fait de l'essor du transport des marchandises par camion et des voyageurs par autobus. Le Département de l'Aisne, propriétaire de la ligne, décide de son déclassement le 1er janvier 1951.

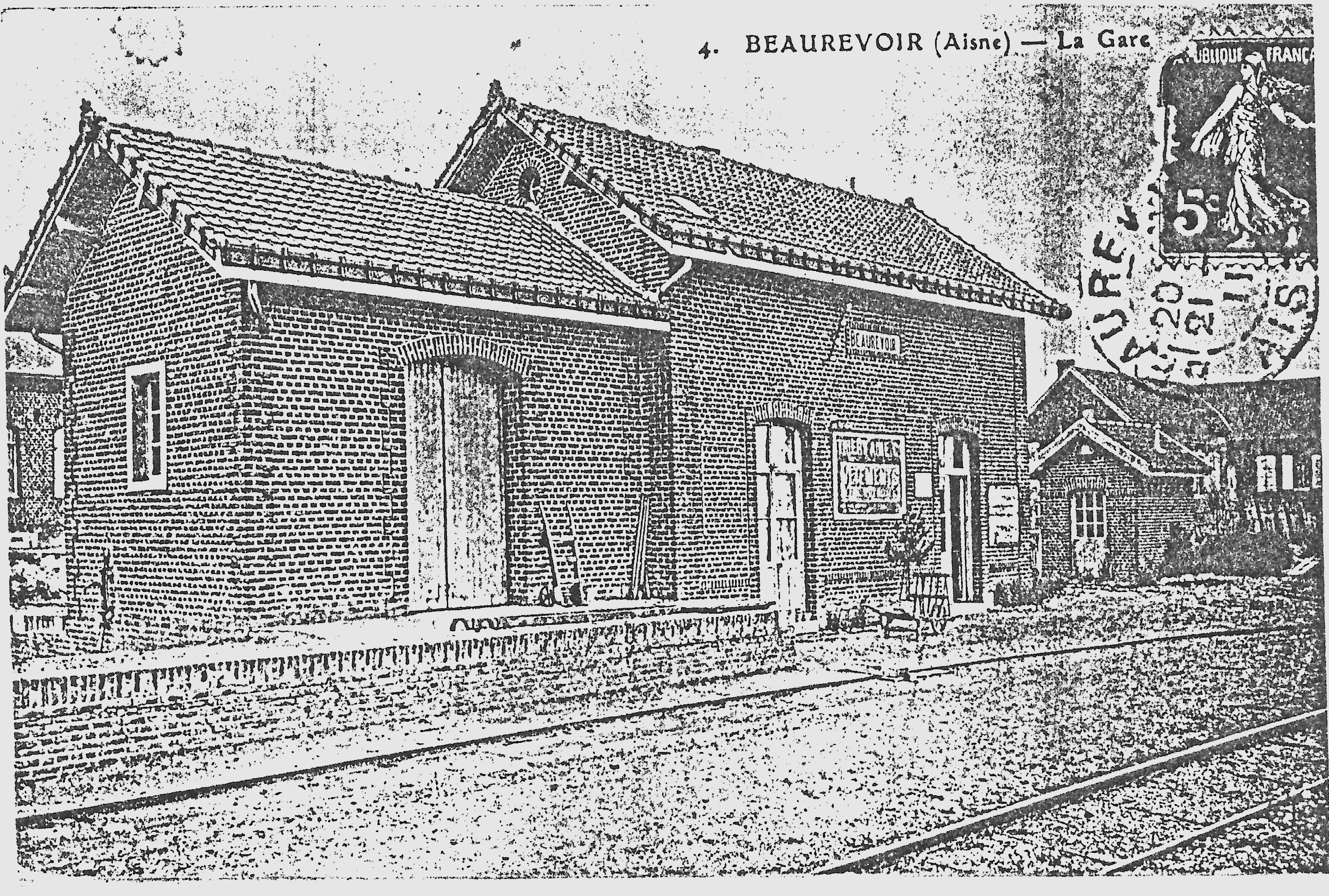
La gare vers 1910 (photocopie d'une carte postale).
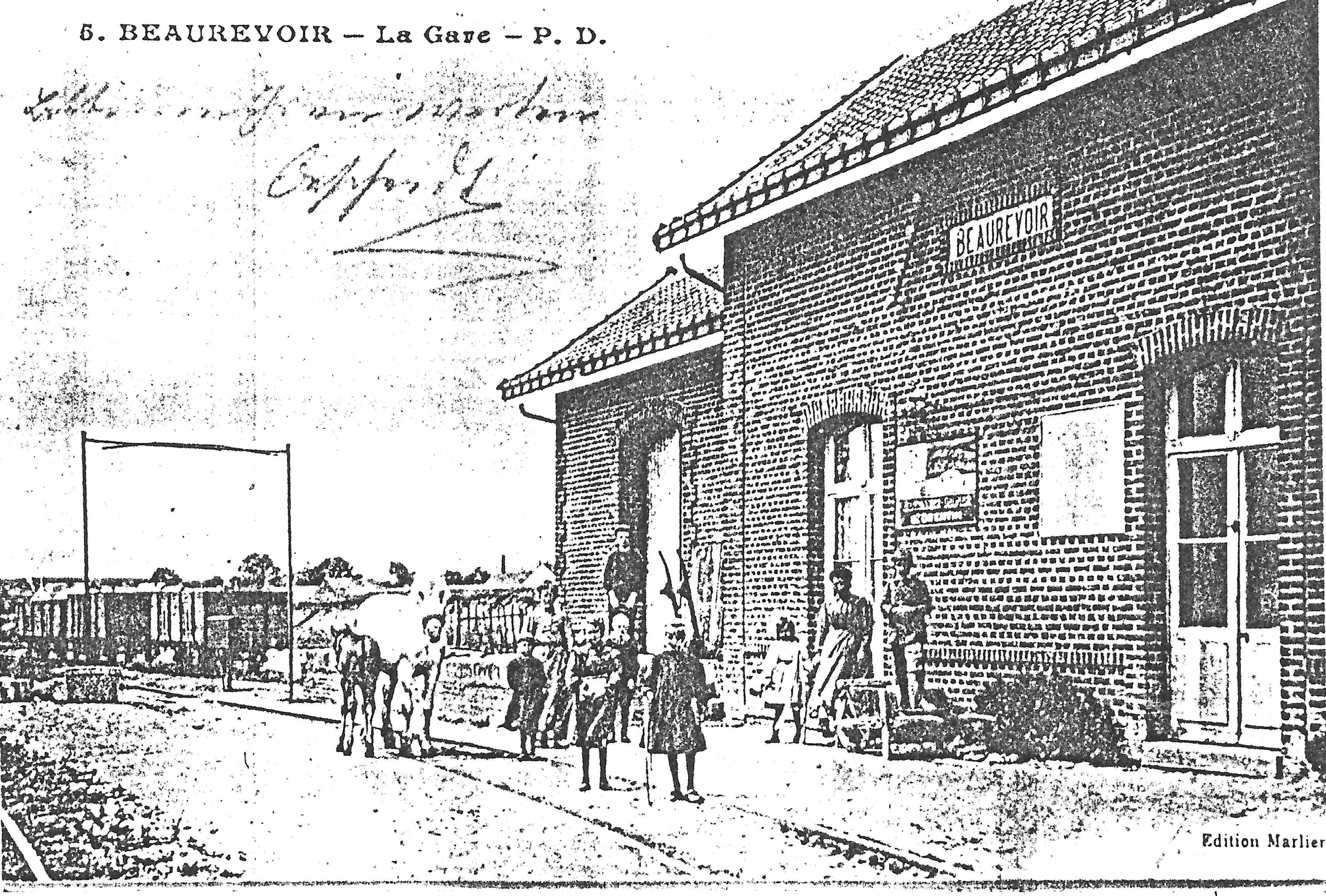
La gare vers 1910 (photocopie d'une carte postale).
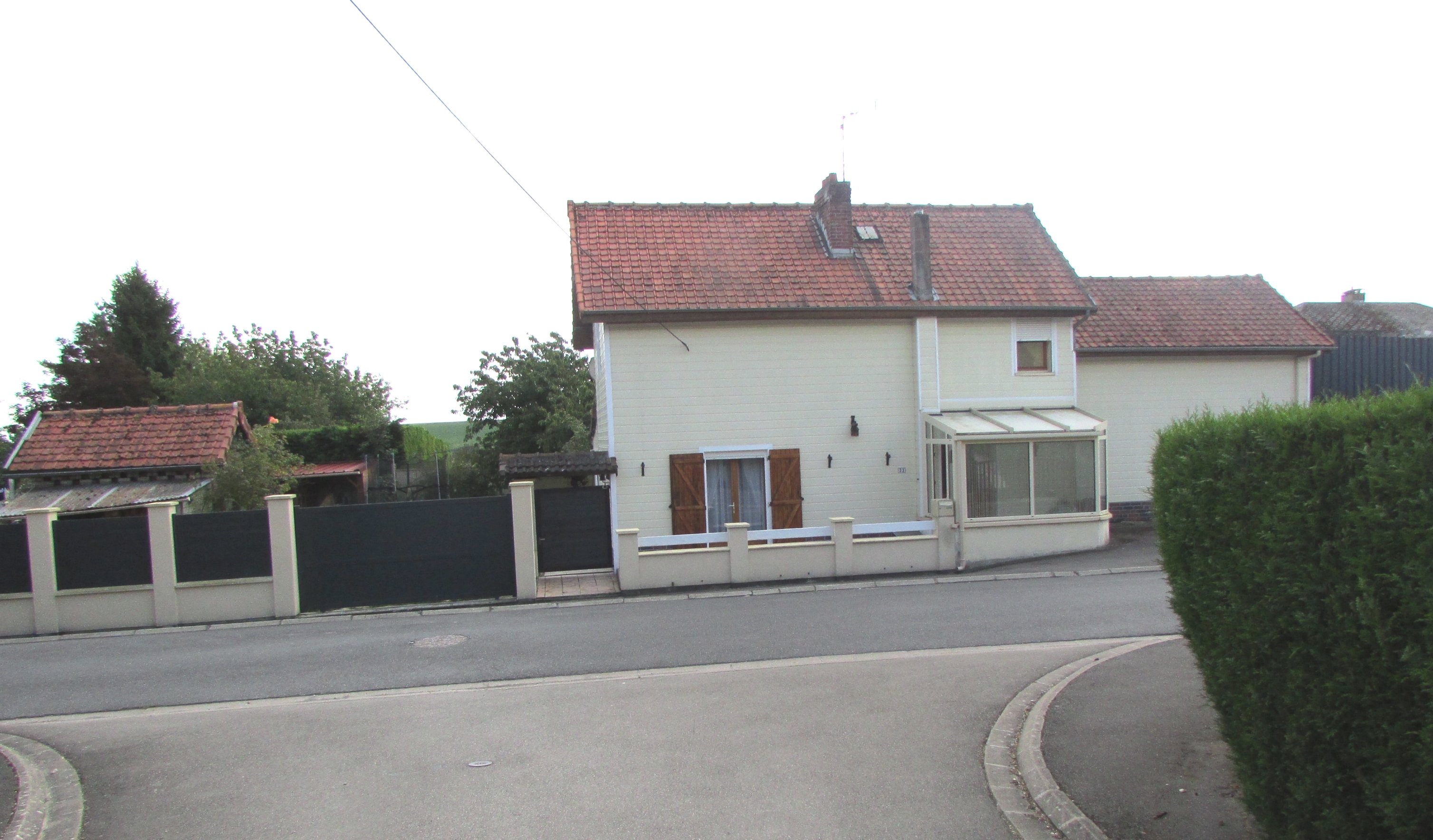
L'ancienne gare transformée en habitation.
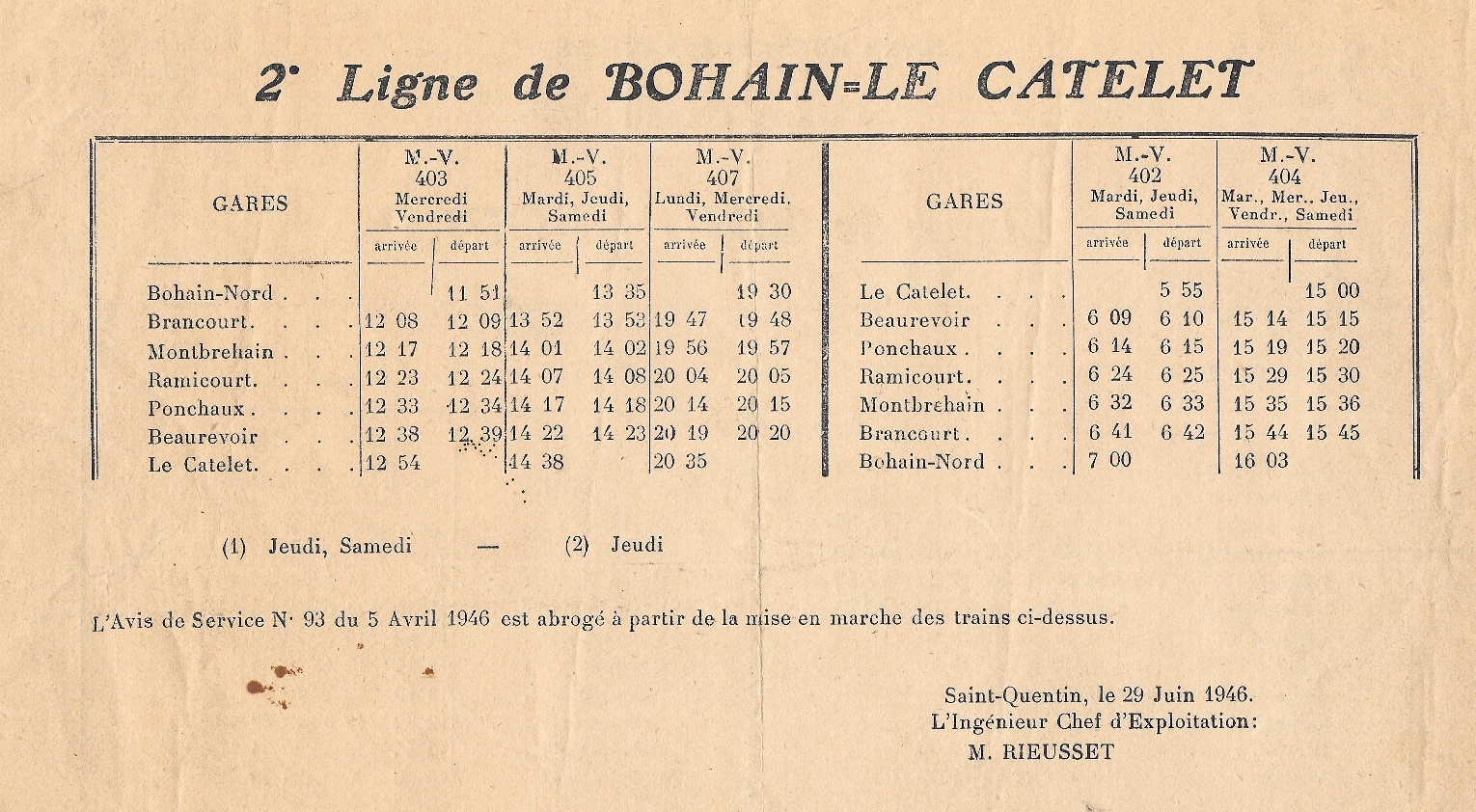
Horaire des trains en 1946.
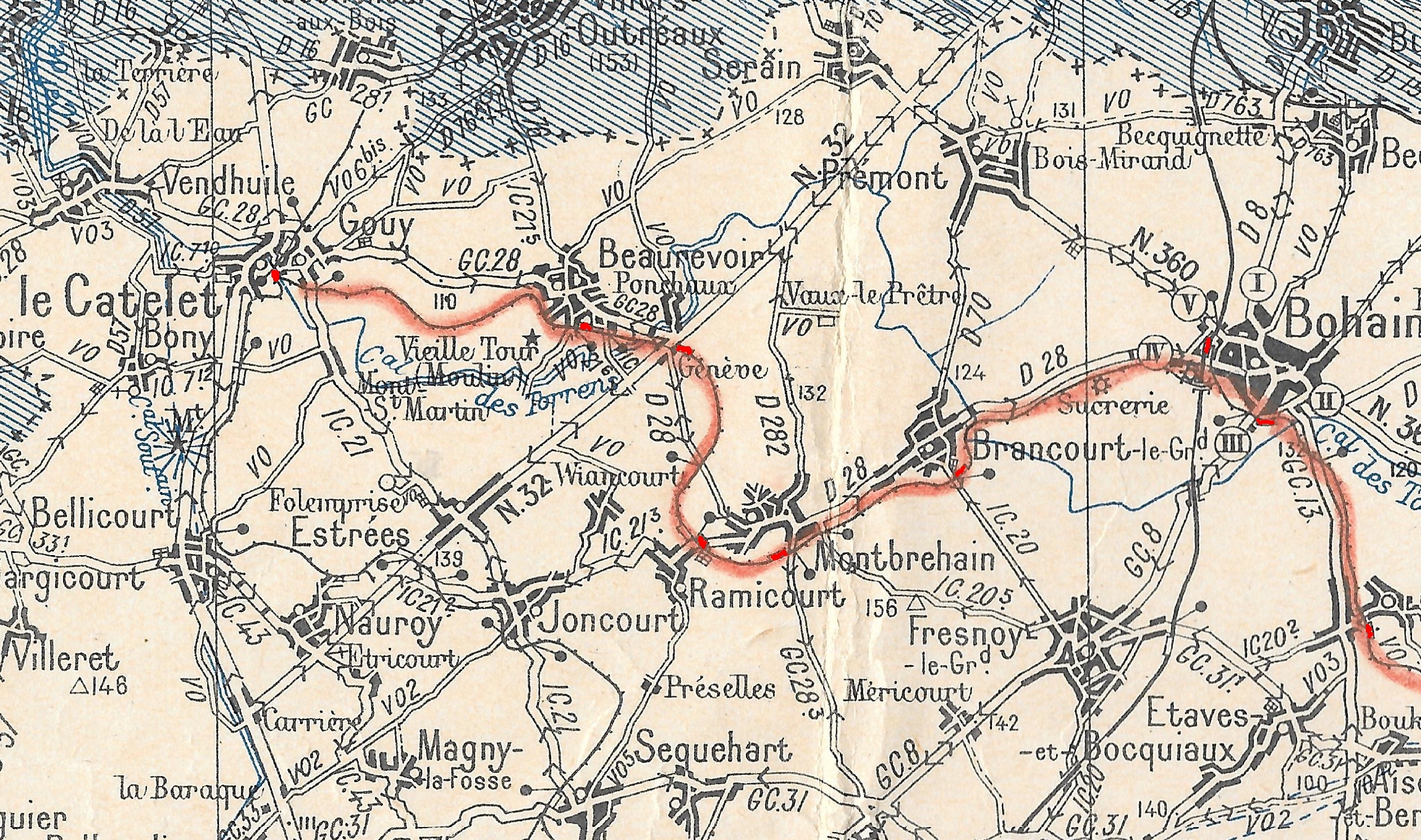
Carte de la ligne Le Catelet – Bohain (les gares sont en rouge).

## Politique et administration

### Rattachements administratifs et électoraux
La commune se trouve dans l'arrondissement de Saint-Quentin du département de l'Aisne. Pour l'élection des députés, elle fait partie depuis 1958 de la deuxième circonscription de l'Aisne.
Elle faisait  partie depuis 1793 du canton du Catelet. Dans le cadre du redécoupage cantonal de 2014 en France, elle est désormais rattachée au canton de Bohain-en-Vermandois.

### Intercommunalité
La commune est membre de la communauté de communes du Pays du Vermandois, créée fin 1993.

### Liste des maires
| Période                                  | Période                   | Identité         | Étiquette      | Qualité                                    |
| ---------------------------------------- | ------------------------- | ---------------- | -------------- | ------------------------------------------ |
| Les données manquantes sont à compléter. |                           |                  |                |                                            |
| 1973                                     | 1989                      | Robert Michel    |                |                                            |
| 1989                                     | 1995                      | Jean Brouet      |                |                                            |
| 1995                                     | 2001                      | André Lefebvre   |                |                                            |
| 2001                                     | mars 2008                 | Gérard Potterie  |                |                                            |
| mars 2008                                | mai 2020                  | Éric Limpens     | DVD            | Agriculteur Réélu pour le mandat 2014-2020 |
| mai 2020                                 | En cours (au 23 mai 2020) | Christian Wabont | Sans étiquette |                                            |

### Politique environnementale
Sept éoliennes sont en construction a l'été 2017 sur le secteur du hameau Ponchaux. Trois supplémentaires sont alors envisagées dans la commune, avec un avis favorable de la municipalité.
Un référendum local relatif à l'interdiction de tout projet éolien sur le territoire de la commune a été proposé par le Maire au conseil municipal en juillet 2020 et devait se tenir en octobre 2020. L'épidémie à coronavirus et le deuxième confinement national ont conduit à un report sine die la tenue de ce référendum qui pourrait avoir lieu début 2022 ou fin 2022.
Le conseil municipal a voté en septembre 2021 un projet photovoltaïque de 250 kWc soit 1345m² de panneaux photovoltaïques sur quatre bâtiments de la commune : la salle polyvalente, l'école primaire, l'école maternelle et la salle des associations. 260'000 kWh d'électricité seront produits annuellement,. Les travaux devraient débuter début 2022.

## Démographie
L'évolution du nombre d'habitants est connue à travers les recensements de la population effectués dans la commune depuis 1793. Pour les communes de moins de 10 000 habitants, une enquête de recensement portant sur toute la population est réalisée tous les cinq ans, les populations de référence des années intermédiaires étant quant à elles estimées par interpolation ou extrapolation. Pour la commune, le premier recensement exhaustif entrant dans le cadre du nouveau dispositif a été réalisé en 2007.

En 2022, la commune comptait 1 324 habitants, en évolution de −7,61 % par rapport à 2016 (Aisne : −1,97 %, France hors Mayotte : +2,11 %).
| 1793  | 1800  | 1806  | 1821  | 1831  | 1836  | 1841  | 1846  | 1851  |
| ----- | ----- | ----- | ----- | ----- | ----- | ----- | ----- | ----- |
| 1 160 | 1 123 | 1 211 | 1 275 | 1 390 | 1 423 | 1 543 | 1 704 | 1 803 |

| 1856  | 1861  | 1866  | 1872  | 1876  | 1881  | 1886  | 1891  | 1896  |
| ----- | ----- | ----- | ----- | ----- | ----- | ----- | ----- | ----- |
| 1 831 | 1 937 | 2 036 | 2 155 | 2 155 | 2 058 | 2 011 | 2 010 | 2 109 |

| 1901  | 1906  | 1911  | 1921  | 1926  | 1931  | 1936  | 1946  | 1954  |
| ----- | ----- | ----- | ----- | ----- | ----- | ----- | ----- | ----- |
| 2 175 | 2 221 | 2 300 | 1 691 | 1 761 | 1 501 | 1 468 | 1 197 | 1 277 |

| 1962  | 1968  | 1975  | 1982  | 1990  | 1999  | 2006  | 2007  | 2012  |
| ----- | ----- | ----- | ----- | ----- | ----- | ----- | ----- | ----- |
| 1 264 | 1 342 | 1 317 | 1 442 | 1 425 | 1 498 | 1 530 | 1 534 | 1 483 |

| 2017  | 2022  | - | - | - | - | - | - | - |
| ----- | ----- | - | - | - | - | - | - | - |
| 1 424 | 1 324 | - | - | - | - | - | - | - |

## Culture locale et patrimoine

### Lieux et monuments
- Église Sainte-Jeanne-d'Arc de Beaurevoir, construite sur l'emplacement de la chapelle du château.
- Château de Beaurevoir où Jeanne d'Arc fut retenue prisonnière. La tour de guet, dite « Tour Jeanne d'Arc », est classée aux monuments historiques depuis 1920. Au sud-ouest du bourg, reste d'un donjon cylindrique sur motte. Ses mâchicoulis étaient sur console comme ceux de Château-Gaillard. Il est cité dans la seconde moitié du XIIe siècle[33].
- Souterrains du château de Jean de Luxembourg.
- Monument aux morts.
- Deux cimetières militaires de la Commonwealth War Graves Commission

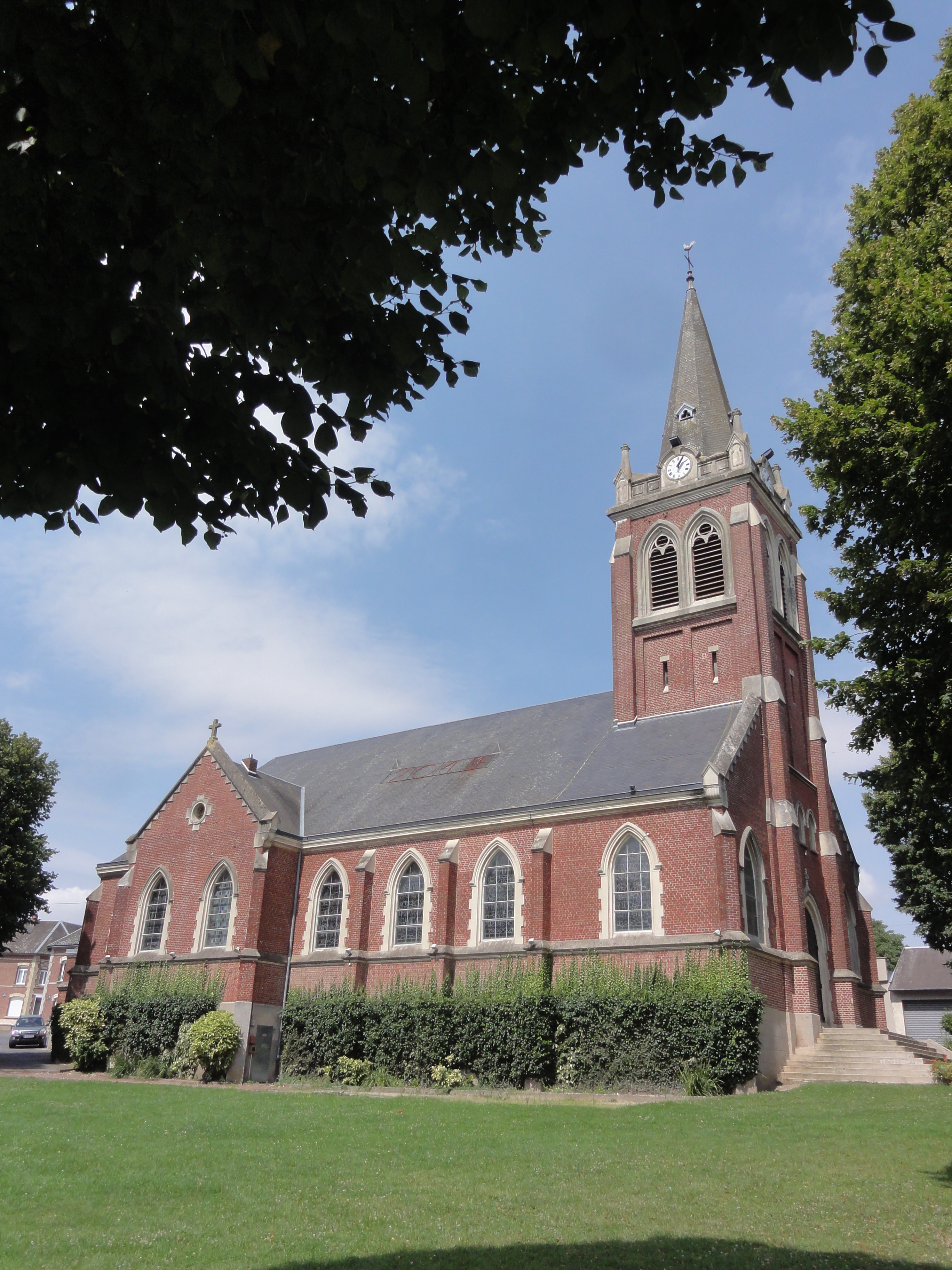
Église Sainte-Jeanne-d'Arc.
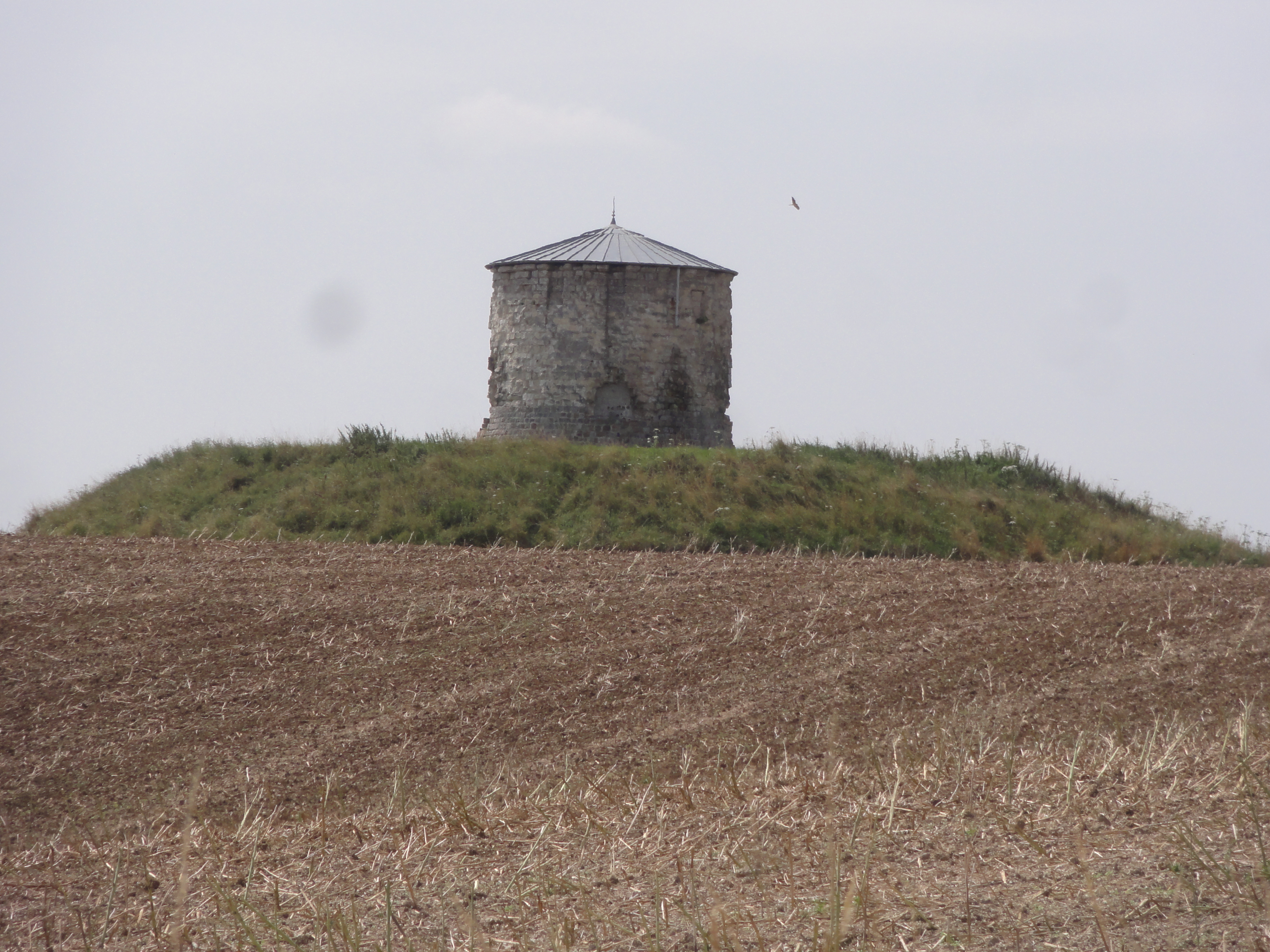
La tour de guet, vestige du château.
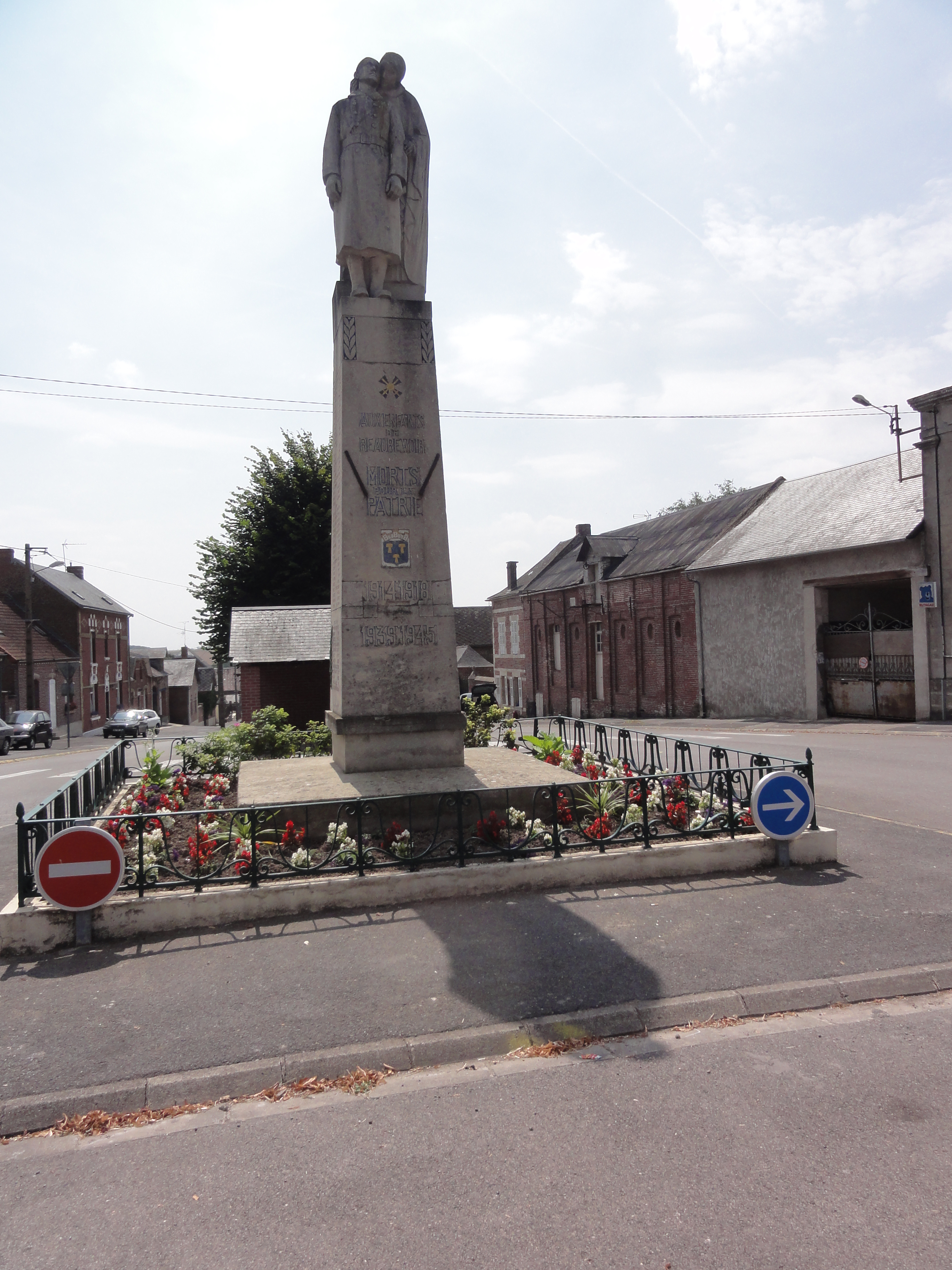
Le monument aux morts.
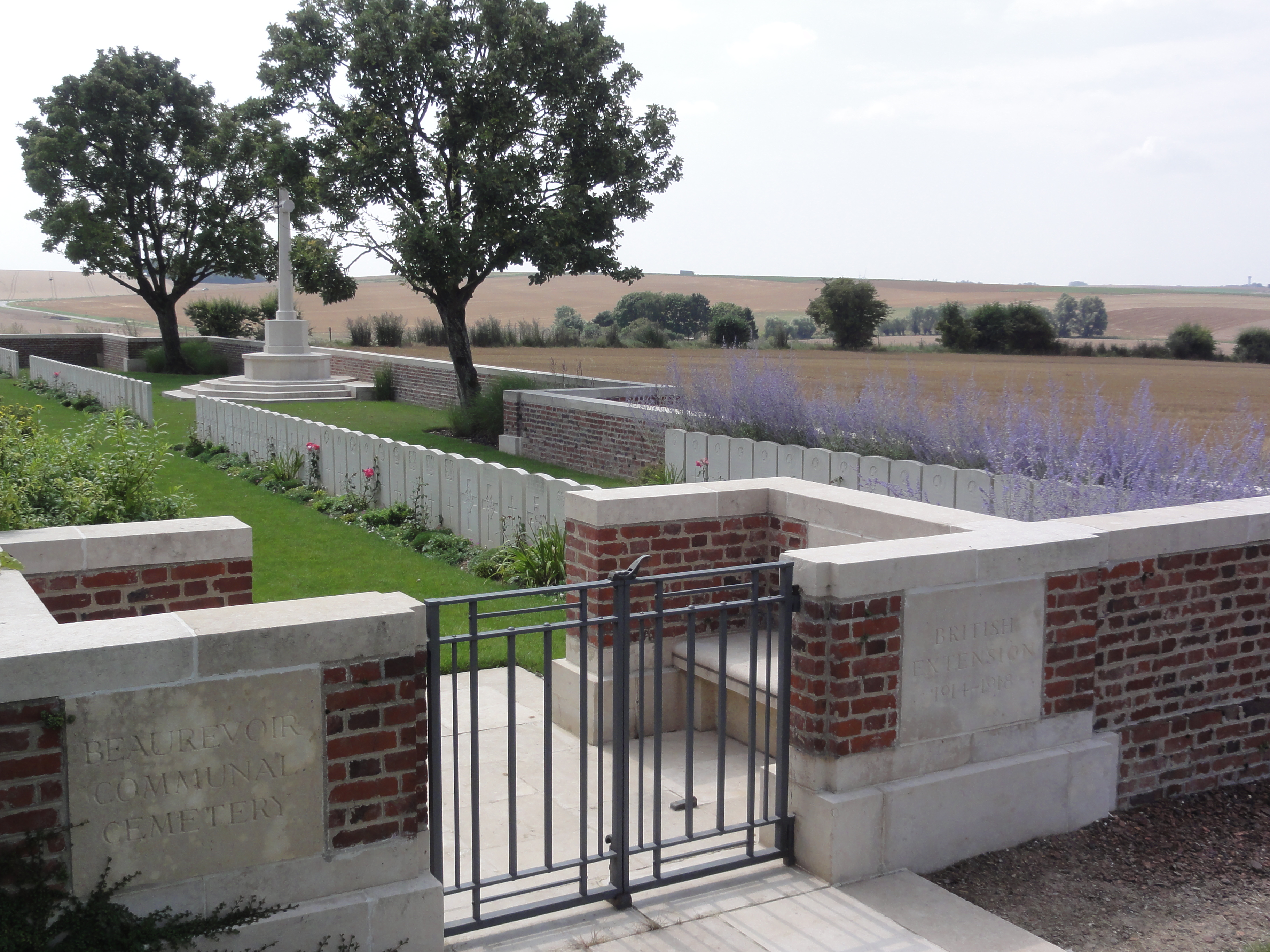
Beaurevoir Communal Cemetery British Extension.
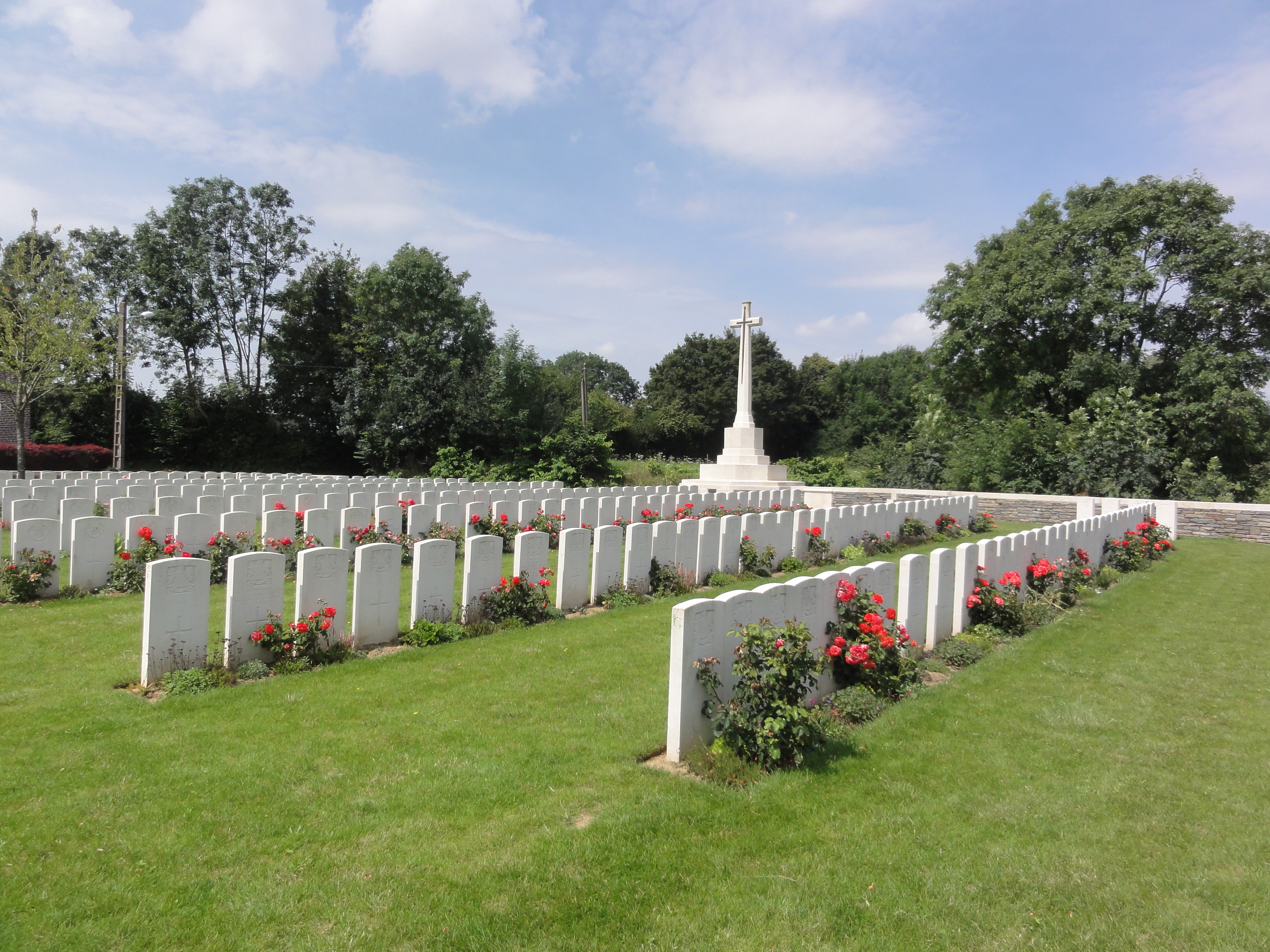
Beaurevoir British Cemetery.

### Personnalités liées à la commune
- Josquin des Prés, compositeur de musique,
- Jeanne d'Arc
- Gabriel Hanotaux

### Héraldique
| Blason de Beaurevoir | Blason  | D'or à trois maillets de sinople. Ornements extérieursCroix de guerre 1914-1918 |
| Blason de Beaurevoir | Détails | Le statut officiel du blason reste à déterminer.                                |

## Pour approfondir